# I. e. 36. század
| Évezredek i.e. | 10. | 9. | 8. | 7. | 6. | 5. | 4. | 3. | 2. | 1. | Időszámítás kezdete | 1. | 2. | 3. | 4. | 5. | 6. | 7. | 8. | 9. | 10. | Évezredek i.sz. |

## Események
- sumer civilizáció, városállamok. Mezopotámia éghajlatának szárazabbá válása, az uruki V. réteg kezdete, amelyben nemsokára megjelennek a piktogrammos agyagtáblácskák.
- A Nagada-kultúra Nagada IIb szakaszának kezdete.
- Núbiában a korai A csoport és az Akban-kultúra.
- A Jamna-kultúra megjelenése.

## Találmányok, felfedezések
- Ón használata a bronzeszközök készítéséhez.

## Művészetek
- Nagadai D-kerámia, állatfejes paletták.